# Sorcerer
Sorcerer je název alba, které nahrál Miles Davis Quintet v květnu 1967. Obsahuje také jednu skladbu z roku 1962, ve které zpívá Bob Dorough. Právě tato skladba byla první společnou nahrávkou Waynea Shortera s Davisem.

## Seznam skladeb
1. "Prince of Darkness" (W. Shorter)
2. "Pee Wee" (T. Williams)
3. "Masqualero" (W. Shorter)
4. "The Sorcerer" (H. Hancock)
5. "Limbo" (W. Shorter)
6. "Vonetta" (W. Shorter)
7. "Nothing Like You" (F. Landesman-B. Dorough) (1962)

CD bylo také vydáno v reedici s alternativními verzemi skladeb Masqualero and Limbo.
Masqualero byla také jediná skladba z tohoto alba, kterou Miles hrál živě na koncertech.

## Obsazení
- Miles Davis – trubka
- Wayne Shorter – tenorsaxofon
- Herbie Hancock – klavír
- Ron Carter – kontrabas
- Tony Williams – bicí

Poslední píseň, Nothing Like You, má jiné obsazení:
- Miles Davis – trubka
- Frank Rehak – trombón
- Wayne Shorter – tenorsaxofon
- Paul Chambers – kontrabas
- Jimmy Cobb – bicí
- Willie Bobo (William Correa) – bonga
- Bob Dorough – zpěv